# Шакіровський сільський округ
Шакі́ровський сільський округ (каз. Шақіров ауылдық округі, рос. Шакировский сельский округ) — адміністративна одиниця у складі Таласького району Жамбильської області Казахстану. Адміністративний центр — село імені Шакірова.
Населення — 1635 осіб (2021; 2063 у 2009, 2120 у 1999, 2934 у 1989).
Станом на 1989 рік існувала сільська рада імені С.Шакірова (села Амангельди, Жданово). 1997 року округ був ліквідований та приєднаний до складу Бостандицького сільського округу, однак 2001 року він був відновлений.

## Склад
До складу округу входять такі населені пункти:
| Населений пункт      | Старі назви | Населення, осіб (1989) | Населення, осіб (1999) | Населення, осіб (2009) | Населення, осіб (2021) |
| -------------------- | ----------- | ---------------------- | ---------------------- | ---------------------- | ---------------------- |
| імені Шакірова, село | Жданово     | 2392                   | 1647                   | 1220                   | 1156                   |
| Тамабек, село        | Амангельди  | 542                    | 473                    | 843                    | 479                    |